# Quiina macrophylla
Quiina macrophylla är en tvåhjärtbladig växtart som beskrevs av Louis René Tulasne. Quiina macrophylla ingår i släktet Quiina och familjen Ochnaceae. Inga underarter finns listade i Catalogue of Life.